# Está Escrito (programa de televisão)
Está Escrito é uma série de televisão no estilo semidocumentário, que trata de diversos assuntos relacionados direta ou indiretamente à Bíblia, mediante estudo da Palavra de Deus. Segmento do tradicional It Is Written, dos Estados Unidos, a série é produzida pela Igreja Adventista do Sétimo Dia no Brasil  em conjunto com a Rede Novo Tempo, emissora e produtora da Igreja Adventista do Sétimo Dia.

## História
Criado nos Estados Unidos em 1956, foi presidido e apresentado originalmente pelo pastor George Vandeman. Em meados da década de 1950, Vandeman começou a trabalhar em uma série de programas de televisão que planejou transmitir durante várias semanas em uma área como um aquecimento para um programa evangelístico em série. Na primavera de 1956, o Está Escrito lançou sua primeira transmissão em preto e branco — uma transmissão completa de um estudo bíblico em Washington, D.C. O programa mais tarde se tornou um dos primeiros programas de televisão religiosa a ser transmitido em cores. O título do programa foi baseado no versículo bíblico Mateus 4: 4: "Está escrito: nem só de pão viverá o homem, mas de toda palavra que sai da boca de Deus". 
Em 1991, foi substituído pelo pastor e evangelista Mark Finley. Na América Latina, teve seu primeiro apresentador Allejandro Bullón  e no Brasil com Fernando Iglesias. Chegou às grades de programação na TV aberta pela Rede Manchete e posteriormente a Rede Bandeirantes.
Desde 2011, os programas têm sido disponibilizados online no canal oficial da Novo Tempo no YouTube, Blip, e no próprio site do programa. Geralmente a disponibilização do episódio ocorre no dia seguinte à sua exibição em rede aberta.
Em junho de 2019, o pastor peruano Joel Flores Vidarte foi anunciado como novo apresentador do programa.

## Está Escrito Adoração

### Exibição
Desde 2011, o programa é exibido ao vivo todas as quartas-feiras às 21h (horário de Brasília) através do canal da rede Novo Tempo, em sinal aberto em diversas regiões do Brasil, e também pelos canais por assinatura NET, SKY, RCA, além da internet.

### Elenco e bastidores
Participação ativa
- Ivan Saraiva,[16] pastor e orador[17] oficial do programa A Voz da Profecia e Está Escrito da Igreja Adventista do Sétimo Dia no Brasil
- Eloá Godoy,[16] apresentadora[18] oficial do programa Está Escrito desde 2011
- Jonas Macedo[16] participa do momento especial "Poemas", recitando-os[18]

Participação musical
- Arautos do Rei,[19][20] quarteto musical do programa A Voz da Profecia e Está Escrito da Igreja Adventista do Sétimo Dia no Brasil
- Meire Jane[16][19]
- Joyce Carnassale[16][19]
- Cynthia Nascimento[16][19]
- Iveline[16][19]
- Tatiana Costa[16][19]
- Oséias Reis[16][19]
- Julia Camilo[16][19]
- Valter Eleno[16][19]
- Paula Chacon[16][19]
- Luiz Cláudio[16][19]
- Joyce Zanardi[16][19]
- Anderson Ramos[16][19]
- Robson Fonseca[16][19]
- Etiene Pires[16][19]
- Adilson Luz[16][19]
- Evelin Conti[16][19]
- Ronaldo Fagundes,[16][19] ex-pastor, ex-integrante do quarteto Arautos do Rei, cantor,[21] orador[21] e apresentador[21] da rede Novo Tempo

Bastidores
- Produção: Fábio de Sá;[16]
- Assistente de Produção: Dalise Torres;[16]
- Redator/Assistente de Produção: Ailto Santana;[16]
- Direção de Imagens: Robson Scalioni, Kleyton Pieper;[16]
- Iluminação: Carlos Rogério e Caio Lourenço;[16]
- Audio: Wesley Lopes e Stanley Carvalho;[16]
- Assistente de Estúdio: Laís Viana e Mathias SZilvasi;[16]
- Operador de Vídeo: Vagner Dida e Mauricio Lima;[16]
- Operador de Vt: Diego Gruber;[16]
- Operador de Cabos: Halderhan A.;[16]
- Cenografia: Nanny Victoriano, Esnau Vieira e Zenilton Caldas;[16]
- Edição: Ewerton Obadoski Dias e Anderson Ramos;[16]
- Maquiagem e Figurino: Lívia Wagenmacher, Priscila Sant'anna, Pollyana Calazans e Thalita Pacheco;[16]
- Câmeras: Marcio Barbeiran, Rogério Viana, Nério Teles, Ewerton Jonas Florencio, Clayton Stoco e Jeferson Sant'ana, entre outros.[16]

Bastidores especiais
- Leandro Lima, momento "Poemas"[16]

### Tema de fundo
O programa segue o mesmo princípio do tradicional programa Está Escrito, ao utilizar a Bíblia como fundamento e regra máxima, em detrimento de qualquer tradição, filosofia e teoria. Tem como exemplo Cristo, que ao ser tentado, usou como defesa a bíblia existente na época (Antigo testamento) para defender sua fé declarando: "Está escrito", repetidamente. O programa procura, da mesma forma, através da Bíblia, responder a todos os mistérios da vida utilizando-a como regra máxima e absoluta de fé. Nesta versão diferenciada do programa Está Escrito, os assuntos tratados vão além de doutrinas e dogmas, tratando também de assuntos cotidianos e polêmicos envoltos na Bíblia, como o episódio Deus e a Depressão.
Slogan
"O seu culto de fim de semana, no meio dela"

### Temporadas
|                       | Temporada | Ano  | Inicio                 | Fim                   | Episódios      |
| --------------------- | --------- | ---- | ---------------------- | --------------------- | -------------- |
| Temporada do Programa | 01        | 2011 | 27 de abril de 2011    | 7 de dezembro de 2011 | 30             |
| Temporada do Programa | 02        | 2012 | 1 de fevereiro de 2012 | Em Exibição           | 20 (até 18/07) |

### Episódios/capítulos da 1º temporada
O primeiro episódio da série foi ao ar no dia 27 de abril de 2011, com o título "Sofrimento". Já o último da 1ª temporada, com o título "Razões Pelas Quais Sua Oração não é Respondida", foi ao ar no dia 7 de dezembro de 2011, perfazendo um total de 30 programas exibidos num período aproximado de sete meses.
Observações
- No dia 7 de dezembro de 2011, o programa entrou em férias.

|                                            | nº   | Título                                         | Temporada | Ano  | Exibição               |                                 |
| ------------------------------------------ | ---- | ---------------------------------------------- | --------- | ---- | ---------------------- | ------------------------------- |
| Capítulo do Programa Está Escrito Adoração | 0001 | Sofrimento                                     | 01        | 2011 | 27 de abril de 2011    |                                 |
| Capítulo do Programa Está Escrito Adoração | 0002 | Sinais da Volta de Jesus                       | 01        | 2011 | 4 de maio de 2011      | Assista Online no Canal Oficial |
| Capítulo do Programa Está Escrito Adoração | 0003 | Você Não Pode Vencer o Pecado                  | 01        | 2011 | 11 de maio de 2011     | Assista Online no Canal Oficial |
| Capítulo do Programa Está Escrito Adoração | 0004 | O Poder da Inveja                              | 01        | 2011 | 18 de maio de 2011     | Assista Online no Canal Oficial |
| Capítulo do Programa Está Escrito Adoração | 0005 | Até Quando Senhor                              | 01        | 2011 | 25 de maio de 2011     | Assista Online no Canal Oficial |
| Capítulo do Programa Está Escrito Adoração | 0006 | Vida de Impostor                               | 01        | 2011 | 1 de junho de 2011     | Assista Online no Canal Oficial |
| Capítulo do Programa Está Escrito Adoração | 0007 | Três Coisas Para Esquecer                      | 01        | 2011 | 8 de junho de 2011     | Assista Online no Canal Oficial |
| Capítulo do Programa Está Escrito Adoração | 0008 | O propósito da dor                             | 01        | 2011 | 15 de junho de 2011    | Assista Online no Canal Oficial |
| Capítulo do Programa Está Escrito Adoração | 0009 | Predestinaçao e Livre Arbítrio                 | 01        | 2011 | 22 de junho de 2011    | Assista Online no Canal Oficial |
| Capítulo do Programa Está Escrito Adoração | 0010 | Até os Melhores Falham                         | 01        | 2011 | 29 de junho de 2011    | Assista Online no Canal Oficial |
| Capítulo do Programa Está Escrito Adoração | 0011 | Eu odeio a paz                                 | 01        | 2011 | 6 de julho de 2011     | Assista Online no Canal Oficial |
| Capítulo do Programa Está Escrito Adoração | 0012 | Gênesis 4, O Primeiro Assassino do Mundo       | 01        | 2011 | 13 de julho de 2011    | Assista Online no Canal Oficial |
| Capítulo do Programa Está Escrito Adoração | 0013 | A Solidão de Jesus                             | 01        | 2011 | 20 de julho de 2011    | Assista Online no Canal Oficial |
| Capítulo do Programa Está Escrito Adoração | 0014 | Porque o Inferno é Bom                         | 01        | 2011 | 27 de julho de 2011    | Assista Online no Canal Oficial |
| Capítulo do Programa Está Escrito Adoração | 0015 | Não Quero ir para o Céu                        | 01        | 2011 | 3 de agosto de 2011    | Assista Online no Canal Oficial |
| Capítulo do Programa Está Escrito Adoração | 0016 | Verdades Ocultas nas Curas e Milagres          | 01        | 2011 | 10 de agosto de 2011   | Assista Online no Canal Oficial |
| Capítulo do Programa Está Escrito Adoração | 0017 | Verdades e Mentiras Sobre o Dom de Línguas I   | 01        | 2011 | 17 de agosto de 2011   | Assista Online no Canal Oficial |
| Capítulo do Programa Está Escrito Adoração | 0018 | Verdades e Mentiras Sobre o Dom de Línguas II  | 01        | 2011 | 24 de agosto de 2011   | Assista Online no Canal Oficial |
| Capítulo do Programa Está Escrito Adoração | 0019 | Eu tenho medo de Deus                          | 01        | 2011 | 31 de agosto de 2011   | Assista Online no Canal Oficial |
| Capítulo do Programa Está Escrito Adoração | 0020 | Quando o Mal é Bom                             | 01        | 2011 | 7 de setembro de 2011  | Assista Online no Canal Oficial |
| Capítulo do Programa Está Escrito Adoração | 0021 | Falsos Pastores e Suas Igrejas Infernais       | 01        | 2011 | 21 de setembro de 2011 | Assista Online no Canal Oficial |
| Capítulo do Programa Está Escrito Adoração | 0022 | Cristãos Fora da Lei                           | 01        | 2011 | 28 de setembro de 2011 | Assista Online no Canal Oficial |
| Capítulo do Programa Está Escrito Adoração | 0023 | Os Homossexuais Irão Para o Céu                | 01        | 2011 | 19 de outubro de 2011  | Assista Online no Canal Oficial |
| Capítulo do Programa Está Escrito Adoração | 0024 | Sexo, Poder e Dinheiro                         | 01        | 2011 | 26 de outubro de 2011  | Assista Online no Canal Oficial |
| Capítulo do Programa Está Escrito Adoração | 0025 | Podemos Viver Sem Pecar                        | 01        | 2011 | 30 de outubro de 2011  | Assista Online no Canal Oficial |
| Capítulo do Programa Está Escrito Adoração | 0026 | O Melhor Plano do Diabo                        | 01        | 2011 | 9 de novembro de 2011  | Assista Online no Canal Oficial |
| Capítulo do Programa Está Escrito Adoração | 0027 | Revelações - Deus ou o Diabo                   | 01        | 2011 | 16 de novembro de 2011 | Assista Online no Canal Oficial |
| Capítulo do Programa Está Escrito Adoração | 0028 | Os 8 Segredos da Bíblia                        | 01        | 2011 | 23 de novembro de 2011 | Assista Online no Canal Oficial |
| Capítulo do Programa Está Escrito Adoração | 0029 | Quando o Perdão é Uma Mentira                  | 01        | 2011 | 30 de novembro de 2011 | Assista Online no Canal Oficial |
| Capítulo do Programa Está Escrito Adoração | 0030 | Razões Pelas Quais Sua Oração não é Respondida | 01        | 2011 | 7 de dezembro de 2011  | Assista Online no Canal Oficial |

### Episódios/capítulos da 2º temporada
56 dias após a exibição de seu último episódio, o  programa retornou, iniciando a 2º temporada em 1 de fevereiro de 2012 com o episódio "Porque eu não Como Carne de Porco"
Observações
- O Programa de nº 40, que deveria ser apresentado no dia 4 de abril de 2012, foi adiado para 11 de abril de 2012 devido ao programa Especial da Semana Santa[26]
- O Programa de nº 42, que deveria ser apresentado no dia 25 de abril de 2012, foi adiado para 2 de maio de 2012 (Motivo não foi oficialmente divulgado ainda)
- O Programa de nº 48, que deveria ser apresentado no dia 13 de junho de 2012, foi adiado para 20 de junho de 2012 (Motivo não foi oficialmente divulgado ainda)
- O Programa de nº 49, que deveria ser apresentado no dia 27 de junho de 2012, foi adiado para 4 de julho de 2012 (Motivo não foi oficialmente divulgado ainda)
- O Programa de nº 50, que deveria ser apresentado no dia 11 de julho de 2012, foi adiado para 18 de julho de 2012 (Motivo não foi oficialmente divulgado ainda)

|                                            | nº   | Título                               | Temporada | Ano  | Exibição                |                                 |
| ------------------------------------------ | ---- | ------------------------------------ | --------- | ---- | ----------------------- | ------------------------------- |
| Assista Online no Canal Oficial            | 0031 | Porque eu não Como Carne de Porco    | 02        | 2012 | 1 de fevereiro de 2012  | Assista Online no Canal Oficial |
| Capítulo do Programa Está Escrito Adoração | 0032 | Metamorfose Não é Só Para Borboletas | 02        | 2012 | 8 de fevereiro de 2012  | Assista Online no Canal Oficial |
| Capítulo do Programa Está Escrito Adoração | 0033 | Deus e a Depressão                   | 02        | 2012 | 15 de fevereiro de 2012 | Assista Online no Canal Oficial |
| Capítulo do Programa Está Escrito Adoração | 0034 | O Sábado é Eterno                    | 02        | 2012 | 23 de fevereiro de 2012 | Assista Online no Canal Oficial |
| Capítulo do Programa Está Escrito Adoração | 0035 | O Sábado no Novo Testamento          | 02        | 2012 | 29 de fevereiro de 2012 | Assista Online no Canal Oficial |
| Capítulo do Programa Está Escrito Adoração | 0036 | Jesus e o Sábado                     | 02        | 2012 | 7 de março de 2012      | Assista Online no Canal Oficial |
| Capítulo do Programa Está Escrito Adoração | 0037 | Do Sábado para o Domingo             | 02        | 2012 | 14 de março de 2012     | Assista Online no Canal Oficial |
| Capítulo do Programa Está Escrito Adoração | 0038 | Como Guardar o Sábado                | 02        | 2012 | 21 de março de 2012     | Assista Online no Canal Oficial |
| Capítulo do Programa Está Escrito Adoração | 0039 | O Sábado Que Foi Abolido             | 02        | 2012 | 28 de março de 2012     | Assista Online no Canal Oficial |
| Capítulo do Programa Está Escrito Adoração | 0040 | O Homem que Lutou com Deus e Venceu  | 02        | 2012 | 11 de abril de 2012     | Assista Online no Canal Oficial |
| Capítulo do Programa Está Escrito Adoração | 0041 | Quando Tudo Dá Errado                | 02        | 2012 | 18 de abril de 2012     | Assista Online no Canal Oficial |
| Capítulo do Programa Está Escrito Adoração | 0042 | Deus se Importa com Você             | 02        | 2012 | 2 de maio de 2012       | Assista Online no Canal Oficial |
| Capítulo do Programa Está Escrito Adoração | 0043 | Mulher: Bênção ou Maldição           | 02        | 2012 | 9 de maio de 2012       | Assista Online no Canal Oficial |
| Capítulo do Programa Está Escrito Adoração | 0044 | Fiel Até a Morte                     | 02        | 2012 | 16 de maio de 2012      | Assista Online no Canal Oficial |
| Capítulo do Programa Está Escrito Adoração | 0045 | Como Vencer a Tentação               | 02        | 2012 | 23 de maio de 2012      | Assista Online no Canal Oficial |
| Capítulo do Programa Está Escrito Adoração | 0046 | A Verdade Sobre a Morte              | 02        | 2012 | 30 de maio de 2012      | Assista Online no Canal Oficial |
| Capítulo do Programa Está Escrito Adoração | 0047 | A Verdade Sobre a Morte II           | 02        | 2012 | 6 de junho de 2012      | Assista Online no Canal Oficial |
| Capítulo do Programa Está Escrito Adoração | 0048 | Pensamentos e Pecados                | 02        | 2012 | 20 de junho de 2012     | Assista Online no Canal Oficial |
| Capítulo do Programa Está Escrito Adoração | 0049 | Coração Enganoso                     | 02        | 2012 | 4 de julho de 2012      | Assista Online no Canal Oficial |
| Capítulo do Programa Está Escrito Adoração | 0050 | O que faz o Espírito Santo?          | 02        | 2012 | 18 de julho de 2012     | Assista Online no Canal Oficial |